# Liste des épisodes de Dallas

Cette page recense la liste des épisodes du feuilleton télévisé Dallas.

## Première saison (1978)
1. La Fille de Barnes (Digger's Daughter)
2. L'École buissonnière (Lessons)
3. Un espion dans la maison (Spy in the House)
4. Vengeance (Winds of Vengeance)
5. La Fête (Barbecue)

## Deuxième saison (1978 - 1979)
1. Retrouvailles (1/2) (Reunion (1/2))
2. Retrouvailles (2/2) (Reunion (2/2))
3. Une vieille connaissance (Old Acquaintance)
4. L'Opération (Bypass)
5. Marché noir (Black Market Baby)
6. Une erreur de jeunesse (Double Wedding)
7. La Fugue (Runaway)
8. L'Élection (Election)
9. L'Accident (Survival)
10. Un acte d'amour (Act of Love)
11. La Vedette (Triangle)
12. L'Idole déchue (Fallen Idol)
13. L'Enlèvement (Kidnapped)
14. Qu'on est bien chez soi (Home Again)
15. À contre cœur (For Love or Money)
16. Le Retour de Julie (Julie's Return)
17. Le Dossier rouge (1/2) (The Red File (1/2))
18. Le Dossier rouge (2/2) (The Red File (2/2))
19. La Sœur de Sue Ellen (Sue Ellen’s Sister)
20. La Photo (Call Girl)
21. Les Fiançailles (Royal Marriage)
22. Cherchez la femme (The Outsiders)
23. L'Héritier (1/2) (John Ewing III (1/2))
24. L'Héritier (2/2) (John Ewing III (2/2))

## Troisième saison (1979 - 1980)
1. Où est passé le petit John ? (1/2) (Whatever Happened to Baby John ? (1/2))
2. Où est passé le petit John ? (2/2) (Whatever Happened to Baby John ? (2/2))
3. Le Diagnostic (The Silent Killer)
4. Le Secret (Secrets)
5. Kristin (The Kristin Affair)
6. La Chasse (The Dove Hunt)
7. Le Destin (The Lost Child)
8. Rodéo (Rodeo)
9. Angoisse (1/2) (Mastectomy (1/2))
10. Angoisse (2/2) (Mastectomy (2/2))
11. Calomnie (The Heiress)
12. L'Hypothèque (Ellie Saves the Day)
13. Les Puits d'Asie (Mother of the Year)
14. Départ pour la Californie (Return Engagements)
15. La Promotion (Love and Marriage)
16. Le Beau Parti (Power Play)
17. Recherche de paternité (Paternity Suit)
18. Le Retour de Jenna (Jenna's Return)
19. Le Choix de Sue Ellen (Sue Ellen’s Choice)
20. Le Grand Amour (Second Thoughts)
21. Double jeu (Divorce, Ewing Style)
22. Le Procès (1/2) (Jock’s Trial (1/2))
23. Le Procès (2/2) (Jock’s Trial (2/2))
24. Nationalisation (The Wheeler Dealer)
25. Le Départ (A House Divided)

## Quatrième saison (1980 - 1981)
1. Qui a tiré sur J.R. ? (1/2) (No More Mister Nice Guy (1/2))
2. Qui a tiré sur J.R. ? (2/2) (No More Mister Nice Guy (2/2))
3. Cauchemars (Nightmare)
4. Enfin un coupable (Who Done It ?)
5. Le Goût du succès (Taste of Success)
6. Le Pétrole du Venezuela (The Venezuelan Connexion)
7. Le Quatrième Fils (The Fourth Son)
8. L'Incendie (Trouble at Ewing 23)
9. La Mère prodigue (The Prodigal Mother)
10. Le Pouvoir (Executive Wife)
11. Le Bout du chemin (1/2) (End of the Road (1/2))
12. Le Bout du chemin (2/2) (End of the Road (2/2))
13. Le Président (Making of a Président)
14. La Révolution (Start the Revolution with Me)
15. La Question (The Quest)
16. L'Amour triomphe toujours (Lover, Come Back)
17. La Nouvelle Madame Ewing (The New Mrs. Ewing)
18. La Marque de Cain (Mark of Cain)
19. De gros nuages (The Gathering Storm)
20. Ewing contre Ewing (Ewing vs. Ewing)
21. Un nouveau départ (New Beginnings)
22. Le Traquenard (Full Circle)
23. Le Piège (Ewing-Gate)

## Cinquième saison (1981 - 1982)
1. L'héritier a disparu (Missing Heir)
2. Un seul être vous manque (Gone, But Not Forgotten)
3. San Angelo (Showdown at San Angelo)
4. Le Petit garçon perdu (Little Boy Lost)
5. Que la vengeance est douce (The Sweet Smell of Revenge)
6. Scepticisme (The Big Shut Down)
7. Pris au piège (Blocked)
8. Le Partage (The Split)
9. Cinq dollars par baril (Five Dollars a Barrel)
10. Le Nouveau Départ (Starting Over)
11. Waterloo à Southfork (Waterloo at Southfork)
12. La Réception (Barbecue Two)
13. La Recherche (The Search)
14. Problèmes (Denial)
15. Chef de famille (Head of the Family)
16. Réussite (The Phoenix)
17. Mon père, mon fils (My Father, My Son)
18. L'Anniversaire (Anniversary)
19. L'Adoption (Adoption)
20. L'Exploit (The Maelstrom)
21. Le Retour (The Prodigal)
22. Revanche (Vengeance)
23. Chantage (Blackmail)
24. Enquête (The Investigation)
25. L'Accord (Acceptance)
26. Adieu Monsieur Barnes (Goodbye, Cliff Barnes)

## Sixième saison (1982 - 1983)
1. Le Changement (Changing of the Guard)
2. Tiens, quelle mauvaise surprise ! (Where There's a Will)
3. Problème d'argent (Billion Dollar Question)
4. Le Bal des pétroliers (The Big Ball)
5. Le Testament (Jock's Will)
6. Réflexion (Aftermath)
7. Délit de fuite (Hit and Run)
8. La Grande Classe (The Ewing Touch)
9. Un petit bonus (Fringe Benefits)
10. Le Mariage (The Wedding)
11. Dis-leur que tu m’aimes (Post Nuptial)
12. Ah ! Mes chers amis (Barbecue Three)
13. Maman chérie (Mama Dearest)
14. La Vedette de télévision (The Ewing Blues)
15. Justice est faite (The Reckoning)
16. Un Ewing reste un Ewing (A Ewing Is a Ewing)
17. Le Venin (Crash of '83)
18. Requiem (Requiem)
19. La Loi (Legacy)
20. Les Liens du sang (Brothers and Sister)
21. Les Caraïbes (Caribbean Connexion)
22. L'Arnaque (The Sting)
23. Démoniaque (Hell Hath No Fury)
24. Cocktail dangereux (Cuba Libre)
25. Le Piège (Tangled Web)
26. Difficultés en tous genres (Things Ain't Goin' Too Good at Southfork)
27. L'Échéance (Penultimate)
28. L'Enfer des Ewing (Ewing Inferno)

## Septième saison (1983 - 1984)
1. L'Incendie (The Road Back)
2. Les Adieux (The Long Goodbye)
3. La Lettre (The Letter)
4. Mon brave frère (My Brother's Keeper)
5. Le Pardon (The Quality of Mercy)
6. Échec et mat (Check and Mate)
7. Ray (Ray's Trial)
8. Le Grand Bal (The Oil Barons' Ball)
9. Des lendemains (Morning After)
10. Arrêt brutal (The Buck Stops Here)
11. Machiavel (To Catch a Sly)
12. Barbecue (Barbecue Four)
13. Nul n'est parfait (Past Imperfect)
14. Le Principe (Peter's Principles)
15. Le Brut qui venait d'ailleurs (Offshore Crude)
16. Certains oui, d'autres non (Some Do... Some Don't)
17. L'Œil de l'actionnaire (Eye of the Beholder)
18. Limite extrême (Twelve Mile Limit)
19. Où est passé papy ? (Where Is Poppa?)
20. Quand le vernis craque (When the Bough Breaks)
21. La Confession (True Confessions)
22. Et le gagnant est... (And the Winner Is...)
23. Filouterie (Fools Rush In)
24. L'Inattendue (The Unexpected)
25. Étrange alliance (Strange Alliance)
26. Gros plan (Blow Up)
27. Le Point capital (Turning Point)
28. Histoires d'amour (Love Stories)
29. Un peu de discrétion, Jessica (Hush, Hush, Sweet Jessie)
30. Et si c'était la fin ? (End Game)

## Huitième saison (1984 - 1985)
1. Assassin en liberté (Killer at Large)
2. Le Front (Battle Lines)
3. Persévérance (If at First You Don’t Succeed)
4. Jamie (Jamie)
5. Ah ! La famille (Family)
6. L'Ombre d'un doute (Shadow of Doubt)
7. Retour à Southfork (Homecoming)
8. Encore un bal (Oil Baron’s Ball III)
9. Ombres (Shadows)
10. Charlie (Charlie)
11. Le Cinquième barbecue (Barbecue Five)
12. Prenez-vous cette femme ? (Do You Take This Woman ?)
13. Et ça recommence (Déjà Vu)
14. La Chasse au fantôme (Odd Man Out)
15. Mystère à Laredo (Lockup in Laredo)
16. Le Vent de la guerre (Winds of War)
17. Liberté sous caution (Bail Out)
18. La Haine en héritage (Legacy of Hate)
19. Les Péchés des pères (Sins of the Fathers)
20. Les Frères Ewing (The Brothers Ewing)
21. Les Rêves brisés (Shattered Dreams)
22. Le Bout de la route (Dead Ends)
23. Le Procès de Jenna (Trial & Error)
24. Le Verdict (The Verdict)
25. Sentences (Sentences)
26. La Piste du tueur (Terms of Estrangement)
27. Encore un Ewing (The Ewing Connexion)
28. Faits et méfaits (Deeds and Misdeeds)
29. Libération (Deliverance)
30. Le Chant du cygne (Swan Song) (70 min)

## Neuvième saison (1985 - 1986)
1. La Famille ressoudée (The Family Ewing)
2. Le Testament de Bobby (Rock Bottom)
3. Quels yeux ! (Those Eyes)
4. Résurrection (Resurrection)
5. Le Miracle (Saving Grace)
6. Les Mères (Mothers)
7. Le Vent du changement (The Wind of Change)
8. L'Impasse (Quandary)
9. Les Nuages noirs (Close Encounters)
10. Les Petits enfants (Suffer the Little Children)
11. Une belle récompense / Le Prix (The Prize)
12. En passant (En Passant)
13. Horizon funèbre (Goodbye, Farewell and Amen)
14. Curieux, vous avez dit curieux ? (Curiosity Killed the Cat)
15. Le Lien manquant (The Missing Link)
16. 24 heures (Twenty Four Hours)
17. Un jeu mortel (The Deadly Game)
18. C'est la faute à Bogota (Blame It on Bogota)
19. Jeux d'ombres (Shadow Games)
20. La Disparition (Missing)
21. La Déception (Dire Straits)
22. Le Soulagement (Overture)
23. La Menace (Sitting Ducks)
24. Le Bal masqué (Masquerade)
25. Enfin (Just Deserts)
26. Rien n'est jamais parfait (Nothing’s Ever Perfect)
27. L'Ascension (J.R's Rising)
28. La Secousse (Serendipity)
29. Une troisième fois (Thrice in a Lifetime)
30. Bonjour, au revoir, bonjour (Hello - Goodbye - Hello)
31. Un écho du passé (Blast from the Past)

## Dixième saison (1986 - 1987)
1. Le Réveil (1/2) (Return to Camelot)
2. Le Réveil (2/2) (Return to Camelot)
3. Le Pari de Sue Ellen (Pari Per Sue)
4. Le Futur Roi (Once and Future King)
5. Énigmes (Enigma)
6. Trompe-l'œil (Trompe-l'œil)
7. Un plan radical (Territorial Imperative)
8. La Deuxième fois (The Second Time Around)
9. Les Cloches sonnent (Bells Are Ringing)
10. Du beau monde (Who's Who at the Oil Baron's Ball ?)
11. La Preuve (Proof Positive)
12. Toujours la même histoire (Something Old, Something New)
13. Le Couple à la mode (Bar-B-Cued)
14. Pris au piège (The Fire Next Time)
15. Un cadavre encombrant (So Shall Ye Reap)
16. Tic tac (Tick, Tock)
17. Le Visiteur nocturne (Night Visitor)
18. Le Chat et la souris (Cat and Mouse)
19. Calhoun (High Noon For Calhoun)
20. Embrouilles (Olio)
21. Un deuil dans la famille (A Death in the Family)
22. La Revanche du minable (Revenge of the Nerd)
23. Dix pour cent (The Ten Percent Solution)
24. Du bon et du mauvais (Some Good, Some Bad)
25. La Guerre ou la paix (War and Peace)
26. Des gens sans pitié (Ruthless People)
27. Ça ne s'arrange pas (The Dark at the End of the Tunnel)
28. De mal en pire (Two-Fifty)
29. La Chute de la maison Ewing (Fall of the House of Ewing)

## Onzième saison (1987 - 1988)
1. La Dure réalité (After the Fall: Ewing Rise)
2. Après la chute (Digger Redux)
3. On repart à zéro (The Son Also Rises)
4. Envolée (Gone with the Wind)
5. Sans laisser d'adresse (The Lady Vanishes)
6. C'est dur d'aimer (Tough Love)
7. Le Dernier tango de Dallas (Last Tango in Dallas)
8. La Revanche de maman (Mummy's Revenge)
9. Chambardements (Hustling)
10. Séduction (Bedtime Stories)
11. En amour, trompe qui peut (Lovers and Other Liars)
12. Les Fils des frères (Brothers and Sons)
13. Pitié pour les enfants (Brother, Can You Spare a Child?)
14. La Petite chérie à papa (Daddy's Little Darlin')
15. Encore moi (It's Me Again)
16. Mariage d'amour (Marriage on the Rocks)
17. Joyeux anniversaire (Anniversary Waltz)
18. Amour fraternel (Brotherly Love)
19. Les Meilleurs Plans (The Best Laid Plans)
20. Crise chez les Farlow (Farlow's Follies)
21. Malveillance (Malice in Dallas)
22. Roman noir (Crime Story)
23. Séparation (To Have and to Hold)
24. Navigation à l'estime (Dead Reckoning)
25. Il ne faut jurer de rien (Never Say Never)
26. Le Dernier des braves garçons (Last of the Good Guys)
27. Méprise (Top Gun)
28. Bavardages sur l'oreiller (Pillow Talk)
29. Ça ne s'arrange pas à Southfork (Things Ain't Goin' so Good at Southfork, Again)
30. Le Destin frappe encore (The Fat Lady Singeth)

## Douzième saison (1988 - 1989)
1. Carrousel (Carrousel)
2. Amour fraternel (No Greater Love)
3. Chez les sauvages (The Call of the Wild)
4. Danger de mort (Out of the Frying Pan)
5. Travaux de force (Road Work)
6. En amour comme à la guerre (War and Love and the Whole Damned Thing)
7. Rififi à Southfork (Showdown at the Ewing Corral)
8. Complications (Deception)
9. Riposte (Counter Attack)
10. Le Coup monté (The Sting)
11. Les Deux Madame Ewing (The Two Mrs. Ewings)
12. Retournement (The Switch)
13. Papa Lombardi (He-e-ere's Papa !)
14. Allées et venues (Comings and Goings)
15. Une fille toute simple (County Girl)
16. Les Cloches du mariage (Wedding Bell Blues)
17. Comme avant (The Way We Were)
18. La Morsure du serpent (The Serpent's Tooth)
19. Trois cent mille dollars (Three Hundred)
20. Déconvenues (April Showers)
21. Départs (And Away We Go !)
22. Voyage à Vienne (Yellow Brick Road)
23. Le Bruit de l'argent (The Sound of Money)
24. La Grande valse du Texas (The Great Texas Waltz)
25. Mission à Moscou (Mission to Moscow)
26. Ça c'est la vie (Reel Life)

## Treizième saison (1989 - 1990)
1. Le Fantôme du vieux puits (Phantom of the Oil Rig)
2. Les Tâches de Leopard (The Leopard's Spots)
3. Un océan de pétrole (Cry Me a River of Oil)
4. Boum (Ka-booooom!)
5. Un départ, une arrivée (Sunrise, Sunset)
6. Quelle surprise (Pride and Prejudice)
7. Un fils tombé du ciel (Fathers and Other Strangers)
8. La Marée Noire (Black Tide)
9. Cher papa (Daddy's Dearest)
10. La Fureur de l'enfer (Hell's Fury)
11. Cally sur un toit brulant (Cally On a Hot Tin Roof)
12. Le Film (Sex, Lies and Videotape)
13. Un conte des deux cités (A Tale of Two Cities)
14. Le Jour du jugement (Judgement Day)
15. Amour, amour (Unchain My Heart)
16. Jeannie (I Dream of Jeannie)
17. Après minuit (After Midnight)
18. L'Épreuve (The Crucible)
19. Des gens charmants (Dear Hearts and Gentle People)
20. Le Paradis perdu (Paradise Lost)
21. Le Pouvoir de la volonté (Will Power)
22. Le Sourire du cobra (The Smiling Cobra)
23. Encore Jessica (Jessica Redux)
24. Le Complot de famille (Family Plot)
25. Le Porte-malheur (The Southfork Wedding Jinx)
26. Le Rideau tombe Part.1 (Three, Three, Three, Part I)
27. Le Rideau tombe Part.2 (Three, Three, Three, Part II)

## Quatorzième saison (1990 - 1991)
1. Lune de miel (April In Paris)
2. Charades (Charade)
3. Une réception explosive (One Last Kiss)
4. Terminus (Terminus)
5. Compagnie à vendre (Tunnel of Love)
6. La Haine (Heart and Soul)
7. La Marque du passé (The Fabulous Ewing Boys)
8. Le Dossier Odessa (The Odessa File)
9. Carnet rose (Sail On)
10. La Reconquête (Lock, Stock and Jock)
11. S comme séduction ("S" Is For Seduction)
12. La Vengeance (Designing Women)
13. Retrouvailles (90265)
14. La Machination (Smooth Operator)
15. Quitte ou double (Win Some, Lose Some)
16. Nostalgie (Fathers and Sons and Fathers and Sons)
17. Quand le vent souffle (When the Wind Blows)
18. Les Héritiers (Those Darned Ewings)
19. Adieu ma jolie (Farewell, My Lovely)
20. À prendre ou à laisser (Some Leave, Some Get Carried Out)
21. Le Déclin (The Decline and Fall of the Ewing Empire)
22. Le Voyage (1/2) (Conundrum, Part I)
23. Le Voyage (2/2) (Conundrum, Part II)

## Téléfilms
- 1986 : Dallas : Quand tout a commencé... (Dallas: The Early Years)
- 1996 : Dallas : Le Retour de J.R. (JR Returns)
- 1998 : La Guerre des Ewing (War of the Ewings)
- 2004 : Dallas Les Retrouvailles : Retour à SouthFork (Dallas Reunion: The Return to Southfork)